# Horst Martinsen

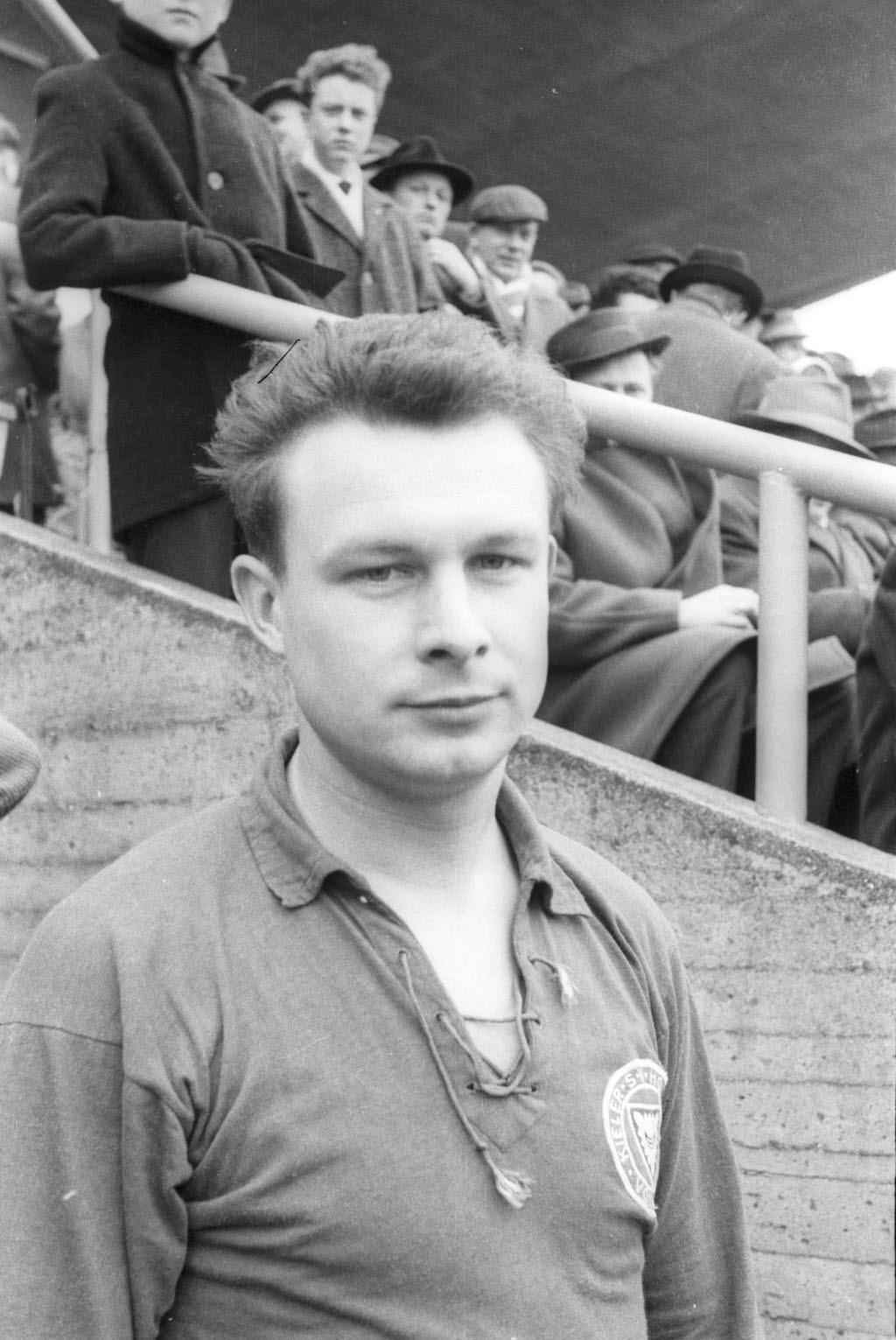
Horst Martinsen (1963)

Horst Martinsen (* 2. November 1938) ist ein ehemaliger deutscher Fußballspieler, der von 1959 bis 1963 als Aktiver von Holstein Kiel 88 Spiele mit 45 Toren in der Oberliga Nord bestritten hat.

## Laufbahn
In der 2. Amateurliga Ost in Schleswig-Holstein bei den Blau-Gelben von Comet Kiel spielend, wurde der Stürmer Horst Martinsen vom DFB für das Länderspiel der deutschen Fußballnationalmannschaft der Amateure am 27. Mai 1959 in Siegen gegen England nominiert. Mit dem Angriff Martinsen, Heinz Höher, Erwin Stein, Günter Herrmann und Heinz Hornig wurde das Spiel mit 2:0 Toren gewonnen. Mittelstürmer Erwin Stein erzielte dabei beide Treffer.
Martinsen nahm zur Runde 1959/60 das Angebot von Holstein Kiel an und wechselte in die Oberliga Nord. Der Neuzugang von Comet hatte einen Einstand nach Maß: Am Starttag der Runde, 16. August 1959 beim Favoriten Werder Bremen, gelangen ihm alle vier Tore beim 4:1-Auswärtssieg an der Weser. Am Rundenende belegten die Schützlinge von Trainer Helmuth Johannsen den neunten Rang und Martinsen hatte in 28 Einsätzen 14 Treffer erzielt. Er führte damit die interne Torschützenliste bei den „Störchen“ an. Im letzten Jahr der Oberliga-Ära 1962/63, rangierte Holstein Kiel auf dem fünften Platz und Martinsen hatte in 22 Einsätzen 16 Tore erzielt. Damit war er auch 1962 der beste Torschütze im Holstein-Angriff, der zumeist mit Manfred Greif, Martinsen, Gerd Koll, Fritz Boyens und Manfred Podlich besetzt war. Im Jahre 1962 wurde er auch einmal in die Verbandsauswahl von Norddeutschland berufen.
Da Kiel nicht für die neue Fußball-Bundesliga zur Runde 1963/64 nominiert wurde, bestritt Martinsen in dieser Verbandsrunde die Spiele in der Fußball-Regionalliga Nord. Trotz der Neuzugänge Gerd Saborowski und Otto Hartz reichte es auch hier für den KSV Holstein nur zu Platz fünf. Mit 17 Spielen und neun Toren verabschiedete sich Horst Martinsen im Sommer 1964 aus dem Vertragsfußball und beendete seine Laufbahn bei Holstein Kiel.
Später hatte er noch das Traineramt bei seinem Heimatverein Comet Kiel inne.